# 팬도럼
《팬도럼》(영어: Pandorum)은 영국과 독일에서 제작된 크리스티안 알바르트 감독의 2009년 SF 공포 영화이다. 데니스 퀘이드, 벤 포스터 등이 출연하였고, 폴 W. S. 앤더슨 등이 제작에 참여하였다. 이 영화는 2008년 8월 베를린에서 촬영이 시작되었다. 2009년 9월 25일 미국에서 개봉되었으며 영국에서는 2009년 10월 2일 개봉되었다.

## 줄거리
인구 과잉으로 지구 자원이 고갈되자 지구와 유사한 타니스(Tanis)를 개척하기 위해 성간 비행 방주 일리지엄(Elysium)이 6만 명을 싣고 123년이 소요되는 항해를 떠난다. 승객들은 가사에 가까운 깊은 수면 상태에 빠지고, 승무원들만 2년마다 교대로 깨어나 배를 점검 보수 유지한다. 8년 후 배는 지구로부터 이제 남은 인류는 배에 승선한 사람들 뿐이라는 마지막 연락을 받는다.
그로부터 가늠할 수 없는 시간이 흘러 두 승무원 바워 상등병과 페이턴 대위가 깨어난다. 동면 상태에서 깨어나는 과정에서 무엇인가 잘못되어 두 사람은 부분 기억상실에 걸려있으며 우주 공간에서 정신적 압박을 받았을 때 일어나는 정신병인 팬도럼(pandorum)도 앓고 있을 가능성이 있다.
원자로 상태가 불안정해 배에 전류 급증이 일어나자 페이턴은 배의 컴퓨터에 접속하기 위해 남고 바워는 원자로를 정상화시키기 위해 선교로 향한다. 하지만 접근이 불가능하자 환기 장치를 통해 이동한 바워는 식인을 하는 휴머노이드들을 마주친다.
곧 바워는 환경과학자 나디아, 농부 만, 식인을 하게 된 요리사 릴런드를 만난다. 바워는 릴런드의 설명을 통해 모종의 참사로 지구가 사라지자 미쳐버린 갤로가 승무원들을 살해했고 다른 승객들에게도 팬도럼을 일으켜 살육의 각축전을 벌인 뒤 다시 깊은 수면에 들어갔으며, 식민지 주민들의 타니스 환경 적응을 돕는 용도였던 효소가 진화를 촉진해 이후 태어난 식인 돌연변이체들의 부족 사회가 형성됐다는 것을 알게 된다.

## 출연
- 데니스 퀘이드 - 페이턴 대위 / 나이를 먹은 상등병 갤로 역
  - 캠 지간데이 - 젊은 상등병 갤로 역
- 벤 포스터 - 상등병 바워 역
- 안톄 트라우에 - 나디아 역
- 컹 리 - 만 역
- 에디 라우스 - 릴런드 역
- 안드레 헤니케 - 사냥 무리 대장 역
- 노먼 리더스 - 셰퍼드 역

## 기타 제작진
- 배역: 랜디 힐러
- 미술: 리처드 브리즐런드
- 세트: 베른하르트 헨리히
- 의상: 이바나 밀로스
- 스턴트: 토마스 슈베르트

## 사운드트랙
곡 목록
1. "All That Is Left of Us" (2:43)
2. "Pandorum" (3:58)
3. "Anti Riot" (4:17)
4. "Shape" (2:03)
5. "Hunting Party" (2:48)
6. "Kulzer Complex" (4:40)
7. "Tanis Probe Broadcast" (2:01)
8. "Scars" (2:20)
9. "Fucking Solidarity" (3:28)
10. "Gallo's Birth" (2:22)
11. "Biolab Attack" (2:25)
12. "Kanyrna" (3:22)
13. "The Stars All Look Alike" (4:32)
14. "Boom" (3:55)
15. "Reactor" (4:08)
16. "Skin on Skin" (3:21)
17. "Fight Fight Fight" (2:56)
18. "Bower's Trip" (7:51)
19. "Discovery / End Credits" (7:55)